# Pietro, der Korsar
Pietro, der Korsar ist ein deutscher Spielfilm aus dem Jahr 1925 von Artur Robison.

## Handlung
Pietro, Sohn eines Ölhändlers an der italienischen Küste, wäre gerne ein Korsar. Ständig beobachtet er deren Kastell auf einer vorgelagerten Insel. Als ein Korsar seines Vaters Haus überfällt, überwältigt Pietro diesen. Der Korsar kann fliehen. Ab diesem Zeitpunkt fürchten Pietro und seine Familie die Rache der Korsaren. Jedoch wird er von Salvatore, der sein Leben Pietro zu verdanken hat, bei den Korsaren aufgenommen. Bei diesen muss er sich deren strengen Regeln unterwerfen. Salvatore steigt währenddessen zu deren Anführer auf. Salvatore wird beim Kapern einen Handelsschiffes schwer verletzt. Er wird in das Haus eines Arztes gebracht. Dort verliebt er sich in dessen Tochter Juana. Er nimmt sie mit auf sein Kastell. Nach kurzer Zeit hat sie Salvatore zum Schwächling gemacht. Ihr Interesse gilt nur noch Pietro, es entsteht Hass und Misstrauen zwischen Salvatore und Pietro. Ein Messerkampf soll entscheiden. Salvatore wird dabei von einem eindringenden Söldner erschossen und Juana stellt sich zwischen die Waffe und Pietro um für ihre Schuld zu sühnen.

## Hintergrund
Die literarische Vorlage stammt von Wilhelm Hegelers Roman Pietro der Korsar und die Jüdin Cheirinca. Für die Bauten und die Kostüme war Albin Grau verantwortlich. Produziert wurde der Film von der Universum-Film AG (UFA) Berlin. Die Dreharbeiten fanden von August bis Oktober 1924 an der Küste bei Rom und im Freigelände Neubabelsberg statt. Den Erstverleih übernahm die Decla-Bioscop-Verleih GmbH, Berlin. Er hatte eine Länge von 6 Akten auf 2.677 Metern, ca. 107 Minuten. Die Uraufführung fand am 19. Februar 1925 als Eröffnungsprogramm des Ufa-Theaters Turmstraße in Berlin statt. Die Nachzensur erteilte dem Film am 7. März 1925 ein Jugendverbot (B.10003).

## Kritik
Die internationale Kritik fand nur wenig freundliche Worte für den Film. In der New York Times schrieb Mordaunt Hall am 7. Januar 1927: „Sandwiched in between Chaplin's famous comedy, ‚Easy Street‘, and three other ancient American films, there is at the Fifth Avenue Playhouse a tedious Ufa picture, known as ‚Peter the Pirate‘. It is a story of sea robbers of the dim past, and the aggregation of players appear to be emulating a school of acting dating back to the Spanish Armada. Even Paul Richter, who gave such a distinguished performance in the film transcription of ‚Siegfried‘, seems to have found his colleagues' art contagious. Mr. Richter is a pale-faced fighter with gymnastic shoes and a shirt always open at the collar. As Peter he longs for adventure and, of course, it comes his way. So he becomes associated with a band of ruddy villains, who try and make you think that they would just as soon cut a throat as gulp down a glass of wine. Actually these followers of the skull and crossbones look as if they had been shanghaied from a modern costume dance. This weak link in the chain of Ufa productions was directed by Arthur Robison, producer of the film version of ‚Manon Lescaut‘.“

## Filmverleih
Der Film ist erhalten und beim Filmverleih des filmportal.de als nichtkommerzielle Ausleihe verfügbar.